# ملعب بورت جنتيل
ملعب بورت جنتيل هو ملعب رياضي في بورت جنتيل، الغابون.وسيحتضن هذا الملعب بسعة 20,000 مشّجع بطولة كأس الأمم الأفريقية لكرة القدم 2017.